# 公館子
公館子，原寫為公館仔，是臺灣苗栗縣竹南鎮的一個傳統地域名稱，位於該鎮東南部。相較於今日行政區，其範圍大致與公館里相近。

## 歷史
台灣清治末期至日治初期，公館子地區為一街庄，稱為「公館仔庄」，隸屬於竹南一堡。該庄北隔中港溪與鹽館前、蘆竹湳庄為界，東與尖山下庄為鄰，南邊東側一小段與造橋庄為鄰，南邊西側較大段及西邊隔南港溪與淡文湖庄為界。
1901年（日治明治三十四年）11月，全台廢縣廳改設二十廳，該庄隸屬於新竹廳。1909年（明治四十二年）10月，合併二十廳為十二廳，該庄隸屬不變。1920年（大正九年），廢十二廳改設五州二廳，該庄改制並雅化為「公館子」大字，隸屬於新竹州竹南郡竹南庄。1940年，竹南庄升格為竹南街。
戰後竹南街改制為竹南鎮，隸屬於新竹縣，大字亦改制為里。1950年桃、竹、苗分治，竹南鎮改隸屬於苗栗縣。

## 聚落
本地區發展較早的聚落為公館仔（公館），在日治期初期的官方地圖上已有記載。此外，本地區尚有大埔頂聚落。

## 交通
台鐵縱貫線是台灣西部鐵路幹線，在公館子地區北側不遠處分叉成海線與山線，其中海線大致以北北東—南南西走向轉東北東—西南西走向經過公館子地區西北部，山線則大致以縱向經過公館子地區東部邊界地帶。兩者境內均未設站，北側最近的是尚未分叉前的竹南車站，屬一等站，除太魯閣號、普悠瑪號、自強號停靠部分班次外，其餘各級列車全部停靠；南側海線最近的是談文車站，山線最近的是造橋車站，皆屬招呼站，僅停靠區間車。
國道1號又稱「中山高速公路」，是台灣西部兩條縱向高速公路之一，大致以東北—西南走向經過本地區東南端邊界點。境內未設交流道，北側最近的是縣道124甲線交會口的頭份交流道，南側最近的是省道台13線交會口的頭屋交流道，由此等進入可快速連絡台灣西部各地。
省道台1線（中華路）又稱「縱貫公路」，是台北至屏東楓港的傳統平面幹道，大致以東北東—西南西走向轉東北—西南走向再轉東北東—西南西走向經過本地區。由該道路向東北東轉北可前往頭份、香山、新竹、竹北等地，向西南西轉西北西再轉西南西可前往後龍、通霄、苑裡、大甲等地。
省道台13線（中華路）是香山內湖至豐原的幹道，大致以北北東—南南西走向經過本地區東北端一小段邊界地帶。由該道路向北北東可前往蘆竹湳、竹南市區後於香山內湖止於省道台1線路口，向南南西可前往苗栗、三義、豐原等地。
省道台13甲線是竹南至苗栗的幹道，也是省道台13線的舊路，大致以縱向經過本地區西部邊界外不遠處。由該道路向北可前往鹽館前、竹南市區西側及北側並止於省道台13線路口，向南可前往造橋、高鐵苗栗站、苗栗田寮並止於省道台6線路口。